# Ꚇ
Ꚇ, ꚇ (лигатура ЧЧ, в Юникоде называется чче) — буква расширенной кириллицы, ранее использовавшаяся в абхазском языке. 

## Использование
Была введена М. Р. Завадским в 1887 году при печатании монографии П. К. Услара «Абхазский язык» взамен использовавшейся Усларом буквы ҽ. Однако данное начертание было отвергнуто в алфавите Абхазского переводческого комитета в пользу ҽ, которое позже в неизменном виде вошло в современный вариант алфавита, утверждённый в 1954 году.
В латинском варианте абхазского алфавита (1928—1938) ей соответствовала , а в грузинском варианте (1938—1954) — ჩჾ. Обозначала звук [ʈ͡ʂ].

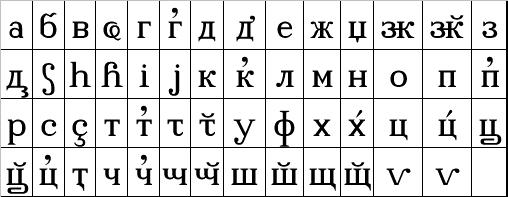
Абхазский алфавит в редакции М. Р. Завадского (1887)